# 奔馬
《奔馬》是三島由紀夫最後巨著《豐饒之海》四部曲的第二部。

## 劇情介紹
奔馬延續了《春雪》的故事，在清顯去世的十八年後，昭和七年（1932年），本多繁邦滿年滿三十八歲，已經當上大阪控訴院法官。他在三輪山的三光瀑布遇到了由清顯轉生的飯沼勳（いいぬま いさお），這時的飯沼勳已是一名激進的右翼青年，深受《神風連史話》的影響，義無反顧地效忠已趨衰落的皇室，準備謀刺殺當時財經界的領袖，本多曾寫了一封長信給勳，告訴他“《神風連史話》是一個已經結束的悲劇，也是個幾近藝術作品的完整政治事件，更是個出自人類天真意念的寶貴實驗，但美如夢境的故事斷不可與今日現實錯亂混淆。”“這本書只顧執守事件核心的純真，卻犧牲了外在脈絡，更忽略了世界史的觀照，也未曾探索被神風連視為敵人的明治政府的歷史必然性。”夢境不可視為現實，這次的懇談並沒有改變勳的決定。飯沼勳於事前遭發覺被捕，本多為了拯救清顯轉世的飯沼勳，辭去了法官的工作，一心為飯沼勳辯護。飯沼勳被釋放後獨自去刺殺財界的黑幕藏原，最後自己也切腹自殺。
三島由紀夫在《奔馬》第九章中轉載了山尾綱紀的《神風連史話》全文，《神風連史話》是右翼宣傳（ propaganda ）的小冊子，故事末尾起事失敗的46人相繼以不同方式切腹自殺。

## 人物介紹
本多繁邦 [本多繁邦]（全卷）　
全卷都有登場的人物、碰巧出現在主角轉生之時。清顕的親友。後來擔任大阪控訴院判事（法官）。律師。
松枝侯爵 [松枝侯爵]（1卷、2卷）
清顕的父親，代表家道中落的貴族。
みね（1卷、2卷）
松枝的女中（寄宿商人或是武家的侍女）、松枝侯爵的妾。之後成為飯沼茂的妻子、勲的母親。
洞院宮治典王 [洞院宮治典王]（1卷、2卷）
皇族。軍人。與聡子婚約。
饭沼勋 [飯沼勲]（２卷）　
《奔馬》的主角。清顕的轉世。國學院大學預科生。劍道三段。在昭和的“神風連”活動中表現活躍。
藏原武介 [蔵原武介]（２卷）　
日本財界的大人物。後來被右翼分子追殺。
佐和 [佐和]（２卷）
靖獻塾年長的一位塾員。是飯沼勳的理解者。
鬼頭槙子 [鬼頭槙子]（２卷、３卷）
歌人で名高い鬼頭中将の娘で当人も歌人。鬼頭家と飯沼家は家族ぐるみの付き合いがある。